# Merter Yüce
Merter Yüce (Bornova, 18 febbraio 1985) è un ex calciatore turco, di ruolo centrocampista o difensore.

## Caratteristiche tecniche
Mediano, può giocare anche come difensore centrale.